# Gruszka Mała Pierwsza
Gruszka Mała Pierwsza – wieś w Polsce położona w województwie lubelskim, w powiecie zamojskim, w gminie Nielisz.
W latach 1975–1998 miejscowość administracyjnie należała do województwa zamojskiego.
Wieś jest sołectwem w gminie Nielisz. Według Narodowego Spisu Powszechnego z roku 2011 wieś liczyła 75 mieszkańców.
Wierni Kościoła rzymskokatolickiego należą do parafii św. Wojciecha i Matki Bożej Różańcowej w Nieliszu.